# Glaciar Rocoso, Caleta del
Glaciar Rocoso, Caleta del är en vik i Antarktis. Den ligger i Sydshetlandsöarna. Argentina, Chile och Storbritannien gör anspråk på området.